# Плугатар (Прилуцький район)
Плугата́р (Хвенівка, до 2016 року — Червоний Плугатар) — село в Чернігівській області України. Входить до складу Талалаївської селищної громади. За адміністративним поділом до липня 2020 року село входило до Талалаївського району, а після укрупнення районів входить до Прилуцького району. До 2020 року було підпорядковане Рябухівській сільській раді. Населення — 327 осіб, площа — 0,625 км².
В селі працює Плугатарська загальноосвітня школа І-ІІІ ступенів. Є став площею 5 га.

## Історія
На мапі РСЧА 1941 року - станція Блотниця.

## Парк
Сільський парк дендрологічного типу з 1989 року є пам'яткою садово-паркового мистецтва. Площа 50 га. В ньому ростуть 52 породи дерев  з різних країн світу. Заснований в 1860-х роках власником села київським професором медицини Демченком. 